# Gong Oh-kyun
Gong Oh-kyun (tiếng Hàn Quốc: 공오균; Hanja: 孔五均; Hán-Việt: Khổng Ngũ Quân; sinh ngày 10 tháng 9 năm 1974) là cựu cầu thủ và huấn luyện viên bóng đá chuyên nghiệp người Hàn Quốc.

## Sự nghiệp cầu thủ
Thời còn thi đấu, Gong Oh-kyun là một tiền đạo thi đấu 291 trận, ghi 39 bàn ở K-League và từng được gọi lên đội tuyển U-23 Hàn Quốc. Ông được gọi vào U-23 Hàn Quốc năm 1996 và bắt đầu thi đấu chuyên nghiệp khi gia nhập câu lạc bộ (CLB) Daejeon Citizen vào năm 1997. Cũng trong mùa giải 2001, ông và các đồng đội giành Cúp Quốc gia Hàn Quốc, danh hiệu lớn duy nhất cho đến nay của CLB. Ngoài vai trò trung phong, ông cũng có thể đá được ở tiền vệ cánh hoặc tiền vệ tấn công. Kết thúc mùa giải 2006, ông chuyển tới Gyeongnam FC, ông ghi 5 bàn thắng sau 28 lần ra sân. Trước khi giải nghệ, ông có một thời gian ngắn thi đấu tại Úc trong màu áo Sunshine Coast

## Sự nghiệp huấn luyện viên
Gong Oh-kyun chính thức chuyển qua sự nghiệp huấn luyện viên (HLV) từ năm 2015 với vai trò trợ lý huấn luyện viên tại câu lạc bộ Thâm Quyến (Trung Quốc). Tới đầu năm 2016, ông làm HLV trưởng của U-18 Hàn Quốc tham gia thi đấu ở các giải bóng đá trẻ. Sau đó, ông làm vị trí huấn luyện cho đội tuyển U-17, U-20, U-23 Hàn Quốc trong giai đoạn từ năm 2016 đến năm 2019. Năm 2020, ông được mời về làm trợ lý cho HLV Shin Tae-yong phụ trách đội tuyển U-20 Indonesia chuẩn bị cho U-20 World Cup năm 2021. Tuy nhiên, giải đấu đã bị hủy bỏ vì dịch Covid-19.
Ông chia tay đội tuyển Indonesia để trở về quê nhà Hàn Quốc làm việc. Ông tham gia ban huấn luyện CLB Seoul E-Land thuộc giải K-League 2 cho người cộng sự là HLV Chung Jung-yong.
Ông được Liên đoàn Bóng đá Việt Nam ký hợp đồng làm HLV trưởng U-23 Việt Nam từ 20/3/2022. Tuy nhiên, nhà cầm quân này chưa nhận việc ngay lập tức mà phải chờ sau SEA Games 31, khi U23 Việt Nam đã giành huy chương vàng. Trong giải đấu đầu tiên khi cầm quân tại Cúp bóng đá U-23 châu Á 2022, ông giúp đội có lần thứ 2 vào tứ kết với 5 điểm sau U-23 Hàn Quốc, và dừng bước tại tứ kết khi thua U-23 Ả Rập Xê Út 0-2.
Tháng 12/2022, ông đã phải bất đắc dĩ chia tay tuyển U23 Việt Nam sớm hơn 3 tháng hợp đồng do không tìm được tiếng nói chung.

## Đời tư
HLV Gong Oh-kyun hiện đang có bằng A của AFC và đang theo học lớp HLV bằng Pro của AFC. Ông có chứng chỉ giảng dạy về Giáo dục thể chất và Sức khỏe của Chính phủ Hàn Quốc. Chứng chỉ này được cấp vì Gong Oh-kyun có bằng Cử nhân Giáo dục Thể chất từ Đại học Kwandong vào năm 1997 và Cử nhân Y tế Công cộng của Đại học Konyang vào năm 2006. Khi đó, ông Gong Oh-kyun đã viết một luận văn có tựa đề "Nghiên cứu về cải thiện mô hình ăn uống và tình trạng tiêu thụ thực phẩm chức năng ảnh hưởng đến sức khỏe ở các cầu thủ bóng đá chuyên nghiệp nam giới”.

## Danh hiệu

### Cầu thủ
Daejeon Citizen
- Cúp Quốc gia Hàn Quốc:  Vô địch (2001)
- Siêu cúp Hàn Quốc:  Á Quân (2002)
- Cúp Liên đoàn Hàn Quốc:  Á Quân (2004)

### Huấn luyện viên
U-20 Hàn Quốc
- Giải vô địch bóng đá U-20 thế giới:  Á Quân (2019) - trợ lý huấn luyện viên